# Blagodatnoe (sjö i Antarktis)
Blagodatnoe är en sjö i Antarktis. Den ligger i Östantarktis. Australien gör anspråk på området. Blagodatnoe ligger 46 meter över havet.